# Пикник (филм)
„Пикник“ (енгл. Picnic) је америчка романтична филмска драмедија из 1955. у режији Џошуе Логана. Сценарио је написао Денијел Тарандаш на основу истоименог позоришног комада Вилијема Ингеа, који је награђен Пулицеровом наградом за најбољу драму 1953. Режисер првобитне бродвејске позоришне поставке, режирао је и сам филм. Главне улоге су поверене Вилијему Холдену и Ким Новак, док се у споредним улогама појављују Розалинд Расел, Сузан Страсберг и Клиф Робертсон.
„Пикник“ драматизује 24 сата живота обичних становника градића у Канзасу током Дана рада (Labor Day), празника који се у Америци обележава првог понедељка у септембру и који традиционално представља крај летњих одмора и почетак школских и пословних обавеза. Заплет започиње доласком енергичног и незрелог Хала у градић где успева својим деловањем да узбуни спокојство, пробуди успаване жеље и измени животе житеља. Иако наслов филма указује на безазленост и невиност, „Пикник“ истражује снагу прикривених осећања, родне улоге, промене према сексуалном понашању, популарне представе о конформизму и заједници, омогућавајући гледаоцу упечатљив увид у свакодневни живот америчких грађана педестих година двадестог века.
У тренутку снимања Холден је имао 37 година, те је по некима био одвише стар за улогу Хала. Сам Холден је био срећан што снима, по његовим речима, „тако престижни филм“, приставши да добије плату од 30 000 уместо 250 000 долара, колико је у то време зарађивао по пројекту. Пикник је освојио два оскара (за најбољу сценографију и најбољу монтажу), а био је номинован у још четири категорије (најбољи глумац у споредној улози, најбоља оригинална музика, најбољи режисер и најбољи филм). Амерички филмски институт га је 2002. уврстио на 59. место листе 100 година АФИ-ја... 100 љубавних прича. Ингеова драма је још три пута екранизована у мање успешне телевизијске филмове 1986. 2000. и 2014.

## Улоге
| Глумац          | Улога                                                           |
| --------------- | --------------------------------------------------------------- |
| Вилијем Холден  | Хал Картер, проблематични и енергетични пријатељ Алана Беванса. |
| Ким Новак       | Марџори Меџ Овенс, локална лепотица и Бевансова девојка         |
| Бети Филд       | Фло Овенс, Меџина мајка                                         |
| Сузан Стразберг | Мили Овенс, Меџина сестра                                       |
| Клиф Робертсон  | Алан Беванс, богати наследник, Халов пријатељ и Меџин момак     |
| Розалинд Расел  | Роузмери, учитељица и уседелица која живи код Овенсових         |
| Артур О'Конел   | Хауард Беванс, најбогатији човек у граду и Аланов отац          |